# Nordgeorgsfehnkanalen
Nordgeorgsfehnkanalen i Ostfriesland i den tyska delstaten Niedersachsen förbinder floderna Leda och Jümme med Ems-Jade-kanalen. 
Nordgeorgsfehnkanalen är 31,8 kilometer lång, 13 meter bred och kan ta emot båtar med 1,4 meters djup. Kanalen har åtta slussar, nio fasta broar och nio rörliga broar. 
Den södra delen av kanalen byggdes på 1820-talet och gick från orten Stickhausen vid Jümme genom myrområdet Nordgeorgsfehn via Remels till Neudorf i Uplengen. Myrområdet vid Nordgeorgsfehn, som har gett kanalen dess namn, odlades upp och bebyggdes år 1825. 
I början på 1900-talet förlängdes kanalen förbi Wiesmoor till Marcardsmoor där den når Ems-Jade-kanalen. Utbyggnaden av kanalen syftade bland annat till att avvattna myrområdena i södra delen av Landkreis Wittmund och att förbättra transportförbindelserna med de nyanlagda Fehn-områdena. På kanalen transporterades framför allt torv och kol till kraftverket i Wiesmoor. 
År 1962 upphörde frakttrafiken på kanalen. Sedan dess används den endast av fritidsbåtar i trafiken mellan Weser, Ems och Jade.